# Geroda (bướm đêm)
Geroda  là một chi bướm đêm thuộc họ Noctuidae.

## Hình ảnh

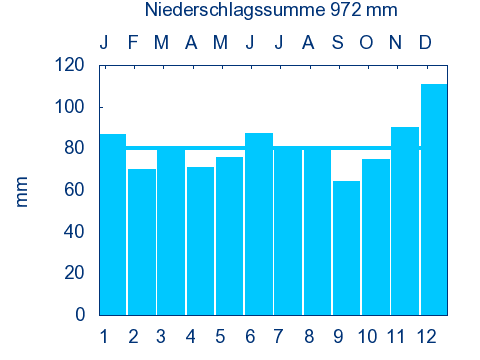
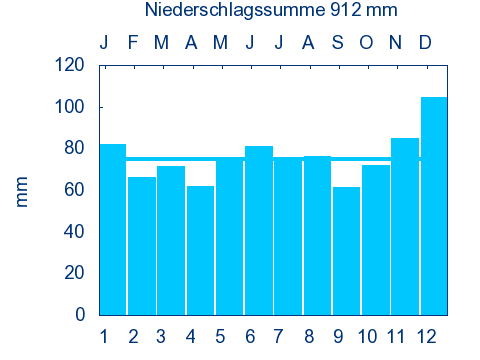